# Christy Canyon
Christy Canyon, pseudoniem van Melissa Bardizbanian (Pasadena (Californië), 17 juni 1966) is een Amerikaanse voormalige pornoactrice. Andere pseudoniemen waaronder zij bekendstaat, zijn Christie, Tara White, Tara Wine, Linda Daniel, DeeDee and Missy.

## Biografie
Tussen 1984 en 1997, acteerde Canyon in bijna tweehonderd pornofilms. Ze heeft verschillende prijzen gewonnen voor beste actrice.

## Onderscheidingen
- AVN Hall of Fame
- XRCO Hall of Fame

- Biblioteca Nacional de España: XX1596715
- Bibliothèque nationale de France: cb13972868w (data)
- International Standard Name Identifier: 0000 0000 0307 863X
- Library of Congress Control Number: no2018153929
- Virtual International Authority File: 24795024
- WorldCat: E39PBJtRGRMy69K946tJHRQpfq